# Perpetuum mobile (музыка)

Известный пример perpetuum mobile ― финал Второй сонаты Шопена

Perpetuum mobile (с лат. ― «вечный двигатель») ― в музыке:
1. Музыкальная композиция или её фрагмент, характеризующийся непрерывным потоком нот с одинаковыми длительностями, обычно (но не всегда) в быстром темпе и виртуозного характера[1].
2. Композиция, которая предназначена для повторяющегося воспроизведения (часто неопределенное количество раз). В некоторых случаях при повторе мотива происходит его модуляция: ярким примером является «загадочный канон» из «Музыкального приношения» И. С. Баха[2][страница не указана 957 дней].

Формирование perpetuum mobile как отдельного музыкального жанра пришлось на середину XIX века (пика популярности он достиг ближе к концу того же века). Такие пьесы часто исполнялись во время выходов на бис (иногда с каждым повтором исполнитель увеличивал темп игры).

## Примеры

### Музыка барокко
- Прелюдия из Партиты для скрипки № 3 Баха почти полностью состоит из шестнадцатых нот.

### Музыка эпохи классицизма
- Финал Струнного квартета № 53 Гайдна, соч. 64, № 5
- Финал Сонаты для фортепиано № 22 Бетховена
- Вторая часть «Экспромта» Шуберта, D. 899
- Четвёртый музыкальный момент Шуберта

### Музыка эпохи романтизма
- Финал Сонаты для фортепиано № 1 Вебера
- «Железная дорога» Алькана, соч. 27
- «Вечный двигатель» Мендельсона, соч. 119
- «Вечный двигатель» Новачека
- Moto perpetuo Паганини, Op. 11 (№ 6)
- «Полёт шмеля» Римского-Корсакова
- «Вечный двигатель» Штрауса-сына, музыкальная шутка для оркестра
- «Игра в жмурки» из «Детских сцен» Шумана
- Концерт для фортепиано с оркестром № 1 Чайковского, третья часть
- Симфония № 6 Чайковского, третья часть